# Luke Hall (nuotatore)
Luke Thomas Michael Hall (Lobamba, 16 aprile 1989) è un ex nuotatore swati, specializzato negli stili libero e farfalla.

## Biografia
Fu convocato ai mondiali di Roma 2009 e gareggiò nei 50, 100 m stile libero e nei 50 e 100 m farfalla.
Rappresentò lo Swaziland ai Giochi olimpici estivi di Pechino 2008, dove ottenne il 60º tempo nelle batterie dei 50 m stile libero e fu eliminato. Al termine della manifestazione fu portabandiera durante la cerimonia di chiusura.
Tornò alle Olimpiadi a Londra 2012 in cui fu alfiere durante la cerimonia d'apertura. In vasca si classificò 36º nei 50 m stile libero.